# Nick Anderson
Nelison "Nick" Anderson (Chicago, Illinois, 20 de enero de 1968) es un exbaloncestista estadounidense que jugó como profesional en la NBA en la década de 1990. Con 2,01 metros de altura, jugaba en la posición de escolta. La mayor parte de su carrera discurrió en los Orlando Magic.

## Carrera

### Universidad
Estudió y jugó durante dos años en la Universidad de Illinois, donde promedió unos buenos números de 17,3 puntos y 7 rebotes por partido. En 1989 se declaró elegible para el Draft de la NBA.

### NBA
Fue elegido en la primera ronda del Draft de 1989 por los Orlando Magic, en el puesto undécimo. Los Magic, un equipo de reciente creación, comenzaban a formar un excelente plantel, ya que, a la incorporación de Anderson, habría que añadir en años posteriores las de Shaquille O'Neal y Anfernee Hardaway. La conexión entre los tres funcionó a la perfección, llevando al equipo a disputar su primera final de la NBA en 1995.
Dos hechos notables, uno positivo y otro negativo, ocurrieron en los play-offs de ese año para Anderson. El primero ocurrió en el primer partido de la semifinal de la Conferencia Este, que les enfrentaba a los Chicago Bulls. Faltando 20 segundos y perdiendo por un punto, Anderson robó el balón a Michael Jordan, anotando la canasta de la victoria. Al final los Magic ganaron la eliminatoria por 4 a 2. Se plantaron en la final, después de ganar a los Indiana Pacers en 7 partidos, contra los Houston Rockets. Y, en el primer partido de la final, ocurrió un hecho que marcaría su carrera: a pocos segundos del final, Anderson falló 4 tiros libres consecutivos, cuando su equipo ganaba de 3 puntos. En el siguiente ataque, Kenny Smith anotaría un triple, llevando el partido a la prórroga, y haciéndose finalmente con la victoria el equipo de Texas, y finalmente, su segundo campeonato consecutivo. Tanto marcó este hcho a Anderson, que desarrolló un pánico excesivo a la línea de tiros libres, tanto que en la siguiente temporada promedió tan solo un 40% de acierto, algo inusual en un jugador profesional.
En 1999 fue traspasado a Sacramento Kings, donde aún mantuvo el tipo en su primera temporada en la costa Oeste, pero que se vino abajo en la segunda a causa de las lesiones. Fue traspasado a Memphis Grizzlies en el verano de 2001, donde apenas pudo jugar 15 partidos, acabando por retirarse del baloncesto en activo.
En sus 13 temporadas en la élite promedió 14,4 puntos y 5,1 rebotes por partido.

## Estadísticas de su carrera en la NBA

### Temporada regular
| Temporada | Edad | Equipo            | Liga | Pos. | P   | TIT | MIN  | TC  | TCA  | %TC  | 3P  | 3PA | %3P  | TL  | TLA | %TL  | R.OF. | R.DEF. | REB | ASIS | ROB | TAP | PER | FP  | PTS  |
| 1989-90   | 22   | Orlando Magic     | NBA  | SG   | 81  | 9   | 22.0 | 4.6 | 9.3  | .494 | 0.0 | 0.2 | .059 | 2.3 | 3.3 | .705 | 1.3   | 2.6    | 3.9 | 1.5  | 0.9 | 0.4 | 1.7 | 1.7 | 13.5 |
| 1990-91   | 23   | Orlando Magic     | NBA  | SG   | 70  | 42  | 28.2 | 5.7 | 12.2 | .467 | 0.2 | 0.8 | .293 | 2.5 | 3.7 | .668 | 1.3   | 4.2    | 5.5 | 1.5  | 1.1 | 0.6 | 1.6 | 2.1 | 14.1 |
| 1991-92   | 24   | Orlando Magic     | NBA  | SG   | 60  | 59  | 36.7 | 8.0 | 17.4 | .463 | 0.5 | 1.4 | .353 | 3.4 | 5.1 | .667 | 1.6   | 4.8    | 6.4 | 2.7  | 1.6 | 0.6 | 2.1 | 2.2 | 19.9 |
| 1992-93   | 25   | Orlando Magic     | NBA  | SG   | 79  | 76  | 37.0 | 7.5 | 16.8 | .449 | 1.1 | 3.2 | .353 | 3.8 | 5.1 | .741 | 1.5   | 4.5    | 6.0 | 3.4  | 1.6 | 0.7 | 2.1 | 2.5 | 19.9 |
| 1993-94   | 26   | Orlando Magic     | NBA  | SG   | 81  | 81  | 34.7 | 6.2 | 13.0 | .478 | 1.2 | 3.9 | .322 | 2.1 | 3.1 | .672 | 1.4   | 4.5    | 5.9 | 3.6  | 1.7 | 0.4 | 2.0 | 1.8 | 15.8 |
| 1994-95   | 27   | Orlando Magic     | NBA  | SG   | 76  | 76  | 34.1 | 5.8 | 12.1 | .476 | 2.4 | 5.7 | .415 | 1.9 | 2.7 | .704 | 1.1   | 3.3    | 4.4 | 4.1  | 1.6 | 0.3 | 1.9 | 1.6 | 15.8 |
| 1995-96   | 28   | Orlando Magic     | NBA  | SG   | 77  | 77  | 35.3 | 5.2 | 11.7 | .442 | 2.2 | 5.6 | .391 | 2.2 | 3.1 | .692 | 1.2   | 4.2    | 5.4 | 3.6  | 1.6 | 0.6 | 1.8 | 1.8 | 14.7 |
| 1996-97   | 29   | Orlando Magic     | NBA  | SG   | 63  | 61  | 34.3 | 4.6 | 11.5 | .397 | 2.3 | 6.4 | .353 | 0.6 | 1.5 | .404 | 1.0   | 3.8    | 4.8 | 2.9  | 1.9 | 0.5 | 1.4 | 2.5 | 12.0 |
| 1997-98   | 30   | Orlando Magic     | NBA  | SF   | 58  | 44  | 29.3 | 5.9 | 13.0 | .455 | 1.3 | 3.7 | .360 | 2.2 | 3.4 | .638 | 1.7   | 3.4    | 5.1 | 2.1  | 1.2 | 0.4 | 1.5 | 1.7 | 15.3 |
| 1998-99   | 31   | Orlando Magic     | NBA  | SF   | 47  | 39  | 33.6 | 5.4 | 13.6 | .395 | 2.0 | 5.9 | .347 | 2.1 | 3.4 | .611 | 1.1   | 4.8    | 5.9 | 1.9  | 1.4 | 0.3 | 1.8 | 1.5 | 14.9 |
| 1999-00   | 32   | Sacramento Kings  | NBA  | SG   | 72  | 72  | 29.1 | 4.3 | 10.9 | .391 | 1.8 | 5.5 | .332 | 0.5 | 1.1 | .487 | 1.2   | 3.6    | 4.7 | 1.7  | 1.3 | 0.2 | 1.3 | 1.6 | 10.8 |
| 2000-01   | 33   | Sacramento Kings  | NBA  | SG   | 21  | 0   | 8.0  | 0.7 | 2.7  | .246 | 0.5 | 1.9 | .256 | 0.0 | 0.0 |      | 0.1   | 1.0    | 1.2 | 0.6  | 0.5 | 0.2 | 0.3 | 0.6 | 1.8  |
| 2001-02   | 34   | Memphis Grizzlies | NBA  | SG   | 15  | 0   | 14.6 | 1.4 | 5.1  | .276 | 0.9 | 3.2 | .271 | 0.3 | 0.6 | .556 | 0.1   | 2.1    | 2.2 | 0.9  | 0.4 | 0.4 | 0.9 | 1.1 | 4.0  |
| Total     |      |                   | NBA  |      | 800 | 636 | 31.2 | 5.5 | 12.4 | .446 | 1.3 | 3.7 | .356 | 2.1 | 3.1 | .667 | 1.3   | 3.8    | 5.1 | 2.6  | 1.4 | 0.5 | 1.7 | 1.9 | 14.4 |

### Playoffs
| Temporada | Edad | Equipo           | Liga | Pos. | P  | TIT | MIN  | TC  | TCA  | %TC  | 3P  | 3PA  | %3P  | TL  | TLA | %TL  | R.OF. | R.DEF. | REB | ASIS | ROB | TAP | PER | FP  | PTS  |
| 1993-94   | 26   | Orlando Magic    | NBA  | SG   | 3  | 3   | 40.0 | 4.3 | 11.3 | .382 | 2.7 | 6.7  | .400 | 3.0 | 4.0 | .750 | 0.7   | 2.7    | 3.3 | 3.3  | 1.7 | 0.7 | 1.7 | 2.7 | 14.3 |
| 1994-95   | 27   | Orlando Magic    | NBA  | SG   | 21 | 21  | 38.8 | 5.1 | 11.4 | .448 | 2.0 | 5.1  | .383 | 2.0 | 3.0 | .683 | 1.0   | 3.8    | 4.8 | 3.1  | 1.6 | 0.5 | 1.4 | 2.3 | 14.2 |
| 1995-96   | 28   | Orlando Magic    | NBA  | SG   | 11 | 11  | 38.0 | 5.0 | 11.5 | .433 | 1.6 | 5.7  | .286 | 2.5 | 4.1 | .622 | 1.5   | 3.5    | 5.0 | 1.9  | 1.9 | 0.5 | 1.9 | 2.0 | 14.2 |
| 1996-97   | 29   | Orlando Magic    | NBA  | SG   | 5  | 5   | 26.0 | 2.4 | 7.2  | .333 | 0.8 | 3.0  | .267 | 0.0 | 0.4 | .000 | 0.6   | 5.2    | 5.8 | 0.6  | 0.6 | 1.8 | 1.2 | 1.6 | 5.6  |
| 1998-99   | 31   | Orlando Magic    | NBA  | SF   | 4  | 4   | 38.0 | 7.3 | 19.8 | .367 | 2.8 | 10.5 | .262 | 3.5 | 4.8 | .737 | 1.8   | 5.0    | 6.8 | 2.3  | 2.3 | 0.0 | 2.5 | 3.0 | 20.8 |
| 1999-00   | 32   | Sacramento Kings | NBA  | SG   | 5  | 5   | 26.4 | 2.2 | 6.8  | .324 | 1.4 | 4.0  | .350 | 1.4 | 1.6 | .875 | 0.8   | 2.6    | 3.4 | 0.4  | 0.2 | 0.6 | 0.8 | 1.8 | 7.2  |
| Total     |      |                  | NBA  |      | 49 | 49  | 36.0 | 4.6 | 11.2 | .413 | 1.8 | 5.4  | .333 | 2.1 | 3.0 | .678 | 1.1   | 3.8    | 4.9 | 2.2  | 1.5 | 0.6 | 1.6 | 2.2 | 13.1 |

## Logros personales
- Es el jugador que más partidos ha disputado con los Magic (602), además de ser el que más minutos ha jugado (22.140). Era también el jugador que más puntos ha conseguido (10.650) en los Orlando Magic, hasta que fue superado por Dwight Howard el 24 de enero de 2012.